# 映画版「未来日記」オリジナル・サウンドトラック
『映画版「未来日記」オリジナル・サウンドトラック』（えいがばんみらいにっきオリジナル・サウンドトラック）は、2000年9月6日に発売された、日本のロックバンド、GLAYのサウンド・トラックである。

## 解説
この作品のプロデュースは佐久間正英。TAKUROとTERUのユニットとして「夏の彼方へ」を収録。

## 収録曲
1. 未来日記
2. SPECIAL THANKS 〜PIANO VERSION
3. 夏の彼方へ
GLAYの7枚目のアルバム『UNITY ROOTS & FAMILY,AWAY』に「夏の彼方へ（Johnny the unity mix）」として収録されている。
4. Prayer
5. Whenever you smile
6. 生きてく強さ 〜INSTRUMENTAL VERSION
7. tomadoi 〜summer days
8. EVE
9. Far away
10. Obey
11. とまどい 〜STRINGS VERSION
12. 夏の彼方へ 〜SLIDE GUITAR VERSION
13. SPECIAL THANKS 〜STRINGS VERSION